# Demografía

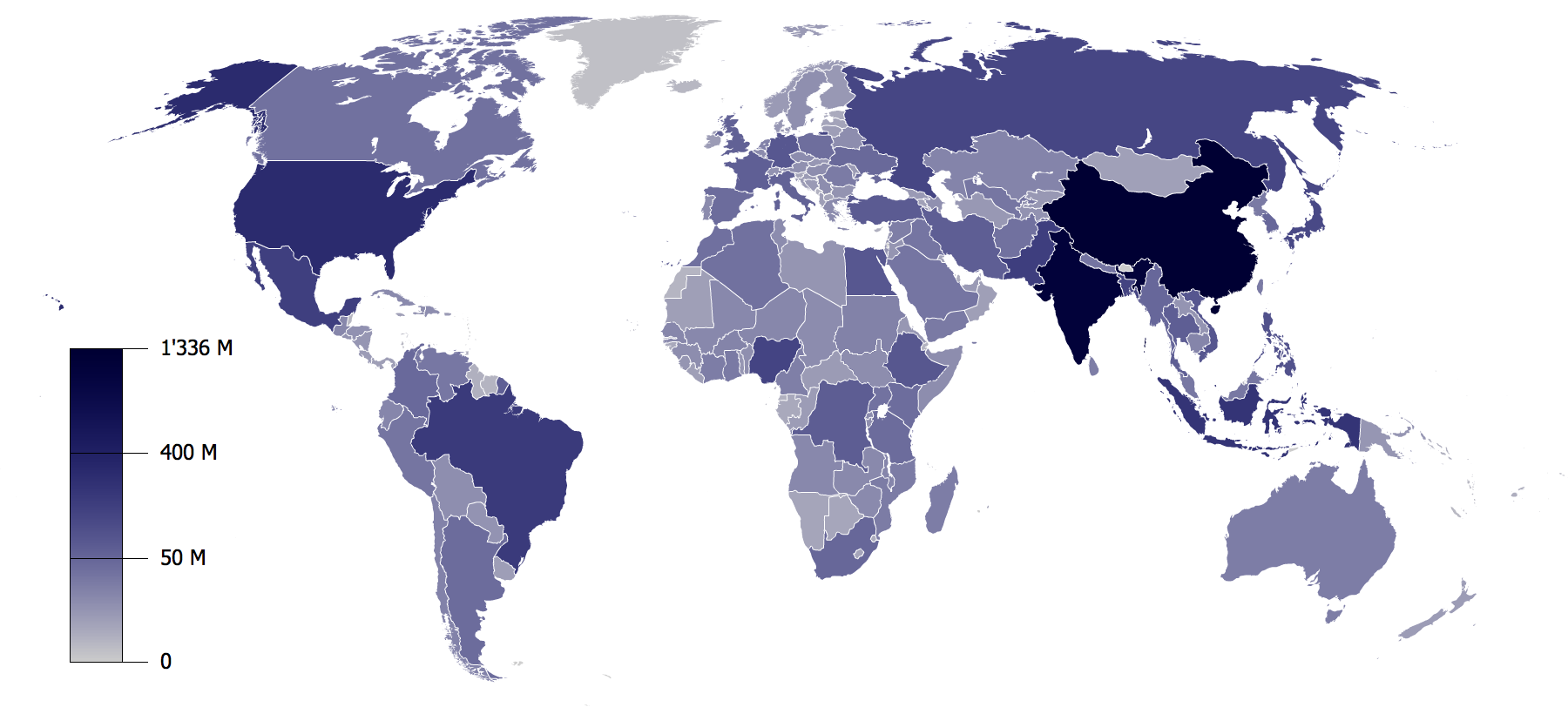
Mapa de la población mundial por países (2009).

La demografía (del griego δήμος dēmos ‘pueblo’ y γραφία grafía ‘trazo, descripción’ –estudio de la población) es una ciencia que estudia estadísticamente las poblaciones humanas; su dimensión, estructura, evolución y características generales, así como los procesos concretos que determinan su formación, conservación y desaparición. Tales procesos son los de fecundidad y migración: emigración e inmigración. La variedad de combinaciones de estos fenómenos, interdependientes entre sí, supone la velocidad de las modificaciones de la población, tanto en sus dimensiones numéricas como en su estructura poblacional.
La demografía es un campo científico interdisciplinar que estudia el tamaño de la población, su composición y distribución espacial, así como de los cambios en la misma y de los componentes de dichos cambios, como fecundidad, mortalidad y migración. Dicho campo científico ha evolucionado gracias a las contribuciones teóricas y metodológicas de distintas disciplinas, como sociología, economía y geografía.

## Historia de la demografía

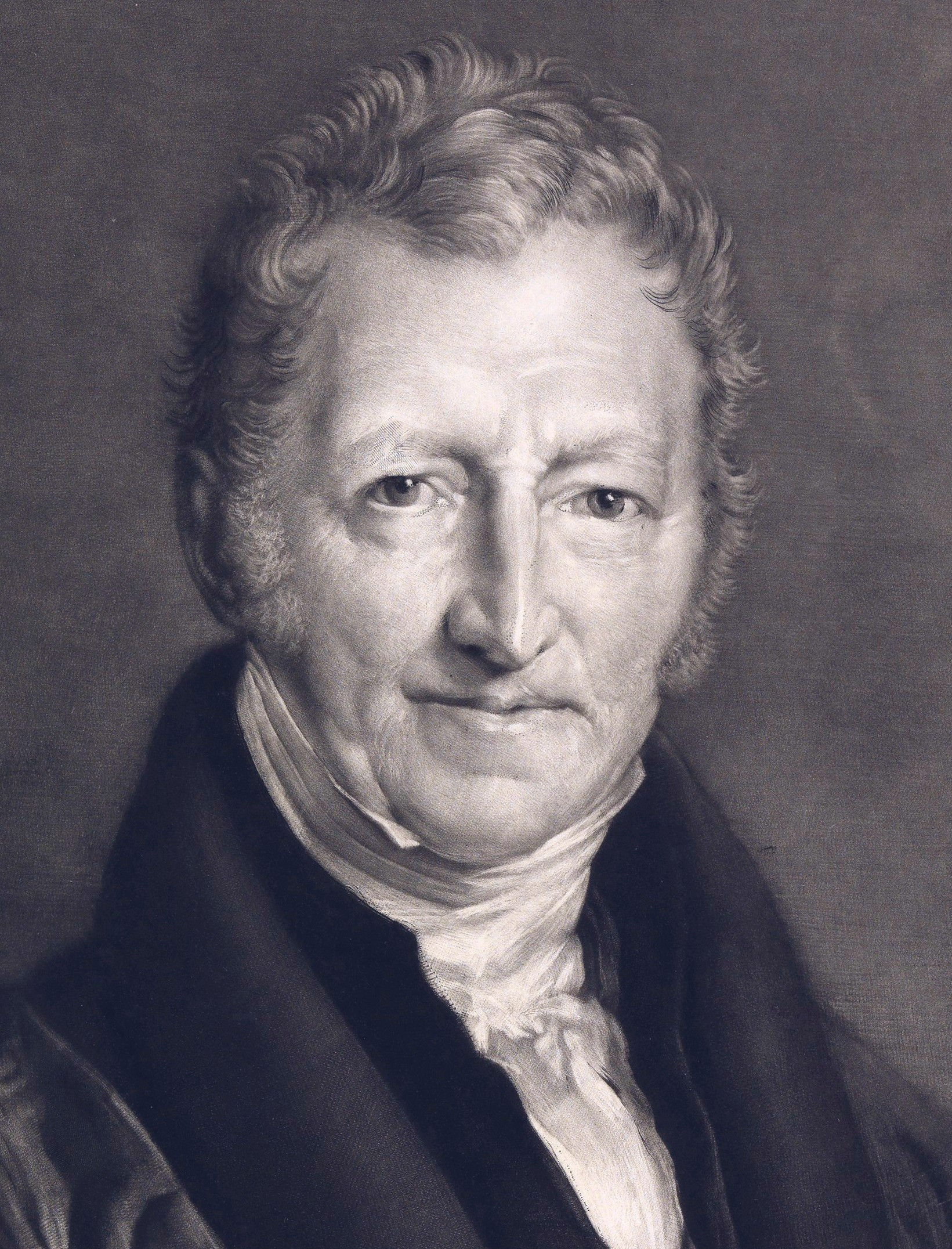
Thomas Malthus.

Aunque las preocupaciones demográficas han estado presentes desde la antigüedad en muchas civilizaciones —para preservar su permanencia y su capacidad militar y laboral— vemos por primera vez durante una reacción en el Imperio romano ante un problema demográfico. A causa de las guerras civiles del siglo I a. C., se produjo una crisis de natalidad ante la que reaccionó César Augusto aprobando en el año 18 a. C. la lex Iulia de maritandis ordinibus —ley Iulia matrimonial— que buscaba fomentar el matrimonio y la natalidad además de penalizar a los no casados y matrimonios sin hijos.
Ibn Jaldún (1332-1406), historiador, sociólogo, demógrafo y humanista es reconocido como el padre de la demografía, ya que fue el primero en considerar los datos estadísticos en sus estudios para representarlos y obtener nuevos datos más representativos.
Asimismo se considera al inglés John Graunt (1620-1674) como uno de los primeros demógrafos y fundador de la bioestadística y el precursor de la epidemiología con la publicación, en 1662, de su obra Natural and Political Observations Made upon the Bills of Mortality.
El alemán Johann Peter Süssmilch (1707-1767), estadístico y demógrafo, elaboró tablas de vida, utilizadas en ciencias actuariales y seguros, fue citado por Malthus.
En 1798 Thomas Robert Malthus, el padre de la demografía moderna junto a Graunt, publicó su clásica obra, Ensayo sobre el principio de la población, en la que, entre otras cosas, advertía de la tendencia constante del crecimiento de la población humana superior al de la producción de alimentos, e informó de los distintos factores que influían sobre este crecimiento: la guerra, el hambre, la enfermedad y la anticoncepción. Sus predicciones alarmistas le dieron y dan aún fama y reconocimiento.
Pero Malthus se equivocó en sus predicciones temporales sobre la fecha de la catástrofe malthusiana pero no en su análisis sobre el crecimiento de la población. La ciencia ha conseguido aumentar la producción de alimentos, especialmente en los países industrializados, donde muchos de ellos se han convertido en exportadores de productos agrícolas (a las que se han incorporado los denominados alimentos transgénicos). Pero el verdadero problema actual está, aunque parezca paradójico, en la superproducción de alimentos y no porque no existan necesidades de ellos, especialmente en los países pobres, sino porque quienes más los necesitan no los pueden adquirir.
No hay que olvidar que la posibilidad de estudiar la población nace con la estadística y, también, con la elaboración de censos regulares y universales. Por ello se distingue entre época preestadística y estadística. No obstante, el intento de censar a la población para conocer su número, y recaudar impuestos, es muy antiguo; desde los romanos hasta la Edad Moderna hay noticias en este sentido. Pero las dificultades técnicas para un recuento rápido no permitían la realización de tales estudios. A pesar de los avances del siglo XX, la misma situación se presenta en muchos países subdesarrollados o con conflictos políticos y militares.
El estudio de la población antigua se hace por medio de fuentes indirectas: series, diezmos, recuentos de fuegos o una supuesta densidad demográfica óptima, para poder vivir en un territorio, cuando las poblaciones estudiadas son muy antiguas. Y en la Edad Antigua surgió, con el desarrollo del Imperio romano, la magistratura del censor, encargado de hacer los inventarios de población (censos) con fines tributarios en todo el territorio imperial.
Existen algunos datos desde la antigüedad que permiten observar una curva de crecimiento, que en los últimos años sigue una proporción geométrica. Así, se estima que hace unos dos mil años había una población total cercana a los doscientos cincuenta millones de personas. Para llegar a esa cifra se habían necesitado casi un millón de años, si admitimos esa fecha como la de aparición de los primeros representantes de nuestra especie.
Un milenio y medio después, hacia 1650, la población de la tierra era ya el doble, y cuatro veces más, tres siglos después, en 1850. Desde esa fecha, cuando se inicia a gran escala la revolución industrial, las cifras se han disparado.
Nos encontramos entonces con que en el curso de solo cien años, en 1950, y después de las grandes sangrías que supusieron las dos guerras mundiales, las estimaciones dan un total de dos mil quinientos millones de habitantes, es decir, dos veces y media más que en 1992. Para aumentar otros dos mil millones hacen falta solo veinticinco años y para finales del siglo XX, veinticinco años más a contar desde esa fecha nuestro planeta dispondrá de más de seis mil millones de personas. En la actualidad,  ya se ha superado la barrera de los siete mil millones de habitantes y sigue creciendo. Este aumento cuantitativo según algunos autores puede ser desmesurado, teniendo en cuenta que los recursos disponibles no aumentan en igual proporción.

## Tipos de demografía
Los dos tipos o partes de la demografía están interrelacionados y la separación es un tanto artificial, puesto que el objetivo de estudio es el mismo: las poblaciones humanas.
- Demografía estática: Es la parte de la demografía que estudia las poblaciones humanas en un momento de tiempo determinado desde un punto de vista de dimensión, territorio, estructura y características estructurales.

1. La dimensión es el número de personas que residen normalmente en un territorio geográficamente bien delimitado.
2. El territorio es el lugar de residencia de las personas que puede globalizarse o desagregarse como, por ejemplo, una nación, una región, una provincia, una ciudad, un municipio, etc.
3. La estructura de una población es la clasificación de sus habitantes según variables de persona. Según las Naciones Unidas, estas variables son: edad, sexo, estado civil, lugar de nacimiento, nacionalidad, lengua hablada, nivel de instrucción, nivel económico y fecundidad.

- Demografía dinámica: Es la parte de la demografía que estudia las poblaciones humanas desde el punto de vista de la evolución en el transcurso del tiempo y los mecanismos por los que se modifica la dimensión, estructura y distribución geográfica de las poblaciones. Ejemplos de tales mecanismos son la natalidad, la mortalidad, la familia, la fecundidad, el sexo, la religión, la edad, la educación, el divorcio, el envejecimiento, la migración, el trabajo, la emigración y la inmigración.

Su expresión son las tablas demográficas, que son los datos estadísticos numéricos y gráficos. Los administradores utilizan el censo total (real (cada diez años) o muestreos (estimados) mensuales o anuales). Tienen que estar diseñados de forma que no solo se puedan establecer estadísticas descriptivas, sino que también puedan realizarse análisis demográficos cruzados. Un ejemplo son: los sueldos anuales y las edades o la distribución por sueldos, por clases sociales, en la nación y en una comunidad, por viviendas y familias, etc. Tópicos generales o variables básicas son la riqueza, el poder y la movilidad social.
Los datos estadísticos sobre las poblaciones también son sometidos a análisis predictores o de futuro: interpolaciones, extrapolaciones, series de tiempo, curvas logísticas, patrones de crecimiento según tipo de sociedad, patrones de disminución por desastres naturales o epidemias o guerras, etc.
Desde el siglo XIX se descubrió que la gráfica del crecimiento de las poblaciones sigue la forma de una S alargada, de crecimiento rápido o modelo exponencial, llega a un punto de inflexión y continúa con un crecimiento suave, y es un reflejo del paso de una sociedad agrícola a una sociedad industrial: la reducción en el número de nacimientos y el aumento en la población que se halla en la tercera edad.

## Teorías demográficas

### Transición demográfica
Según el modelo de la transición demográfica los cambios en una población tienen tres componentes: nacimientos, muertes y migración. La transición demográfica como proceso, disminuye el efecto de cuatro grandes riesgos sociodemográficos: la alta mortalidad, la elevada fecundidad, el acelerado crecimiento demográfico y la estructura etaria joven.
Con mayor o menor intensidad y velocidad, todos los países de América Latina han iniciado el proceso de la transición demográfica, porque todos han empezado a reducir sus tasas de fecundidad y mortalidad.
El Celade ha elaborado topologías para identificar los riesgos sociodemográficos por los que atraviesan los países, según el grado de avance de la transición demográfica. La transición demográfica se caracteriza por diferentes fases.
- La transición incipiente: con alta natalidad y mortalidad y con un crecimiento natural moderado, del orden de 2.5 %, tienen una estructura por edades muy joven y una alta relación de dependencia.
- La transición moderada: alta natalidad pero cuya mortalidad es moderada. Por este motivo su crecimiento natural es todavía elevado, cercano al 3 %. En esta etapa se ubica, por ejemplo, Guatemala, donde el descenso de la mortalidad, sobre todo durante el primer año de vida, se ha traducido en un rejuvenecimiento de la estructura por edades, lo que también lleva a una elevada relación de dependencia.
- La plena transición: con natalidad moderada y mortalidad moderada o baja, lo que determina un crecimiento natural moderado cercano al 2 %. Aquí el descenso de la fecundidad es reciente y la estructura por edades se mantiene todavía relativamente joven, aun cuando ya ha disminuido la relación de dependencia.
- La transición avanzada: con natalidad y mortalidad moderada o baja, lo que se traduce en un crecimiento natural bajo, del orden del 1 %.

### Segunda transición demográfica
El concepto de la segunda transición demográfica fue creado por Lesthaghe y D.J. van de Kaa en 1986. Es un concepto nuevo que procura dar cuenta de fenómenos emergentes en países desarrollados, pero que también parece que se confirma en países de América Latina.
La segunda transición demográfica, en un contexto estable de baja fecundidad y mortalidad, describe los cambios en la composición de la familia y de las uniones en los patrones de reconstitución de las familias en países occidentales.
Además de niveles de fecundidad inferiores al nivel de reemplazo y sostenidos en el tiempo, la segunda transición demográfica se caracteriza por: (i) incremento de la soltería, (ii) retraso del matrimonio, (iii) postergación del primer hijo, (iv) expansión de las uniones consensuales, (v) expansión de los nacimientos fuera de matrimonio, (vi) alza de las rupturas matrimoniales, (vii) diversificación de las modalidades de estructuración familiar.

### Revolución reproductiva
La teoría de la revolución reproductiva es crítica a las limitaciones de la teoría general de la transición demográfica derivadas de su metodología de investigación —apoyada en estudios transversales y expresada en las pirámides de población— ya que proyectaría una visión incompleta no holística de la dinámica población (nuevas fases se deben incorporar a la transición demográfica para dar cuenta de nuevos fenómenos) dejando sin explicación algunos de los mecanismos de reproducción de las poblaciones en la sucesión intergeneracional que se están manifestando en las sociedades modernas. Como propuesta de cambio de paradigma la revolución reproductiva —apoyada en estudios longitudinales— pretende dar cuenta de los cambios demográficos de manera sistémica y no alarmista ni catastrofista, integrando en buena medida las consecuencias sociológicas que caracterizan la segunda transición demográfica.
La teoría de la revolución reproductiva está descrita por John MacInnes  y Julio Pérez Díaz en sus publicaciones The reproductive revolution de 2005 y de 2009 La tercera revolución de la modernidad. La revolución reproductiva Archivado el 4 de marzo de 2016 en Wayback Machine. y The reproductive revolution Archivado el 3 de marzo de 2016 en Wayback Machine.. Los autores señalan la radical relevancia que tiene en su teoría y en los nuevos fenómenos demográficos el concepto de eficiencia reproductiva, así como la longevidad y el reemplazo generacional en las sociedades modernas. Siguiendo el hilo conductor de las ideas de Kingsley Davis (1908-1997) expuestas en 1937 sobre el futuro de la familia y de la fecundidad, establece consecuencias muy distintas sobre las implicaciones y consecuencias que la revolución reproductiva tiene en el descenso del trabajo reproductivo: el declive del patriarcado, la desregulación social de la sexualidad, el paso del género a la generación como eje de distribución de roles productivos-reproductivos, el reforzamiento de lazos familiares y otras consecuencias positivas de la madurez de masas —el mal llamado envejecimiento de la población—.

### Variación de edades y sexo
En la mayoría de países del mundo la población de las mujeres es mayor a la de los hombres, aunque en unos pocos países como Andorra, Albania, China, Costa Rica, Filipinas, India, la mayor parte de los países de Oriente Medio, Panamá, Paraguay y República Dominicana entre otros, se estima con una población masculina mayoritaria.
Sin embargo, el caso de los países donde la mayoría son personas de sexo femenino, es porque se incluye la ancianidad en las estimaciones. Las personas de sexo femenino de la población de la tercera edad son mayoría en todo el mundo. Esto está de acuerdo con la ciencia que establece que la mujer disfruta de más longevidad que los hombres. No obstante, si dejamos esta etapa a un lado encontraremos que la población de niños, adolescentes y adulta muchas veces los varones son mayoría, por ejemplo en países como Alemania, Francia, Japón, Corea del Sur, Cuba, Bélgica, España, Italia, Reino Unido, etc. En estos últimos años los niños y adolescentes en la población de sexo masculino superan a las personas de sexo femenino, pero en la población joven y adulta las personas de sexo femenino siguen siendo mayoría, por ejemplo en países como Argentina, Bolivia, Brasil, Canadá, El Salvador, Estados Unidos, Filipinas, Guatemala, Guinea Ecuatorial, Guinea Bissau, Perú, Portugal, Puerto Rico, Rusia y algunos países de los Balcanes entre otros.
Además se estima que en algunos países como Bélgica, Canadá, Cuba, Francia, Israel, Japón, Puerto Rico algunos países árabes y entre otros, la población masculina podría igualar y superar a la población femenina, ya que en estos países existe un franco crecimiento.[cita requerida]

## Importancia de la demografía

### En la salud pública
1. Elaboración de tasas y otros indicadores de salud
2. Estudios en epidemiología: En los estudios epidemiológicos se necesitan datos de la población y de su distribución según características de persona, lugar y tiempo.
3. Planificación de la salud pública
4. Planificación de producción alimentaria (alimentación humana)
5. Planes generales de desarrollo nacionales o regionales
6. Proyectar adecuadamente el plan de la salud pública

## Recursos demográficos en países de habla hispana
- Encuestas
- Padrones
- Registro Civil e Instituto Nacional de Estadística en España
- En Argentina, el Instituto Nacional de Estadística y Censos.
- En Bolivia, el Instituto Nacional de Estadística.
- En Chile, el Instituto Nacional de Estadísticas
- En Colombia, el Departamento Administrativo Nacional de Estadística.
- En Ecuador, el Instituto Nacional de Estadística y Censos de Ecuador.
- En España, el Instituto Nacional de Estadística.
- En México, el Instituto Nacional de Estadística y Geografía.
- En Paraguay, la Dirección General de Estadísticas, Encuestas y Censos.
- En el Perú, el Instituto Nacional de Estadística e Informática.
- En Puerto Rico, el Registro Demográfico de Puerto Rico, el Instituto de Estadísticas de Puerto Rico y la Oficina del Censo - Junta de Planificación de Puerto Rico.
- En Uruguay, el Instituto Nacional de Estadística de Uruguay.
- En Venezuela, el Instituto Nacional de Estadística de Venezuela.
- En Nicaragua, el Instituto Nacional de Estadística de Nicaragua.
- En Panamá, el Instituto Nacional de Estadística y Censo

12. Diccionario enciclopédico universal/ Geografía universal y de México pags 32-33/ el crecimiento de la población

## Expresión de los datos demográficos
| - Eficiencia reproductiva - Esperanza de vida - Longevidad - Migración (demografía) - Estudios longitudinales - Estudios transversales - Pirámide de población - Densidad demográfica | - Mortalidad - Mortalidad infantil - Mortalidad materna - Natalidad - Demografía histórica - Resultado sanitario - Descenso de la población | - Tasa de fecundidad general - Tasa de fertilidad - Tasa de mortalidad - Tasa de natalidad - Tasa de supervivencia - Tasa global de fecundidad - Tasa de crecimiento demográfico - Censos de Población y Vivienda por Países |